# Юрберг, Натали
Натали Юрберг (швед. и нем. Nathalie Djurberg; род. 1978, Люсечиль, лен Гётеборг-Бохус (ныне в лене Вестра-Гёталанд), Швеция) — современная шведская художница.

## Образование
- 1994—1995 Folkuniversitetet, Basic Art Education, Гётеборг
- 1995—1997 Hovedskous, Art School, Гётеборг
- 1997—2002 Malmö Art Academy, Мальмё

## Творчество
В своих фильмах Натали Юрберг использует покадровую анимацию (stop-motion animation), чтобы вдохнуть жизнь в пластилиновых кукол, которые художница лепит своими руками. Её повествования начинаются, как правило, вполне невинно, быстро превращаясь в подобие ночного кошмара или игры воспаленного воображения. Используя знакомый всем с детства язык кукольной анимации, Юрберг создает работы совсем не сентиментальные, наполненные местью, насилием и сексом. Гротескные истории Юрберг часто разворачиваются в лесу или в маленьких, вызывающих клаустрофобию комнатах. Музыка Ханса Берга (Hans Berg), которую художница использует в большинстве фильмов, является доминирующей, её почти психопатический веселый ритм намекает на то, что что-то не так или что-то сейчас произойдет. В некоторых фильмах Юрберг диалоги написаны на кусочках бумаги, но в большинстве случаев история рассказывается посредством образов и музыки. В историях Юрберг много общего с традиционными сказками. Они касаются архетипических тем и используют традиционные роли (хороший, плохой, добрый помощник). В фильмах также часто присутствуют животные — волки, медведи и тигры. Как в сказках, странные и волшебные вещи случаются — животные говорят, деревья ходят, люди летают, а также присутствуют пугающие элементы, которые происходят в поворотные моменты истории. После этого поворота событий фильмы больше не похожи на детскую историю, а выглядят как страшная фантазия без какой-либо морали.
В I found myself alone (недоступная ссылка) зритель следует за молодой балериной, которая идет по гигантскому столу, сервированному для чая. Она поднимается на торт, пытается писать на белой вазе шоколадным соусом и строит неустойчивую лестницу из сахарных кубиков. Во время танца на столе, хаос нарастает вместе с напряжением в отношениях балерины и окружающих объектов. Под конец она тонет в свечном воске, пролившемся из канделябра.
It’s the Mother (2008) начинается с того, что усталая мать с детьми находится на кровати. Дети энергичны и не могут сидеть на месте. Один за другим они забираются через вагину назад в утробу матери. Конечности и глаза начинают прорастать на её теле. Она превращается в чудовище со множеством ног, которое не в состоянии поддерживать равновесие и нормально передвигаться.
В 2009 Натали Юрберг получила награду Серебряный лев (приз для молодых художников) 53-й Венецианской биеннале за инсталляцию Experimentet (видео и скульптурный энвайронмент). Произведение представляло собой мрачную комнату, наполненную скульптурами цветов, в которой демонстрировались три новых видео художницы.
Живёт и работает в Берлине.

## Персональные выставки
| - 2009 Hammer Museum, Лос-Анджелес - 2009 Натали Юрберг, Frye Art Museum, Сиэтл - 2008 Натали Юрберг (недоступная ссылка), Zach Feuer Gallery, Нью-Йорк - 2008 Натали Юрберг, Sammlung Goetz, Мюнхен - 2008 Натали Юрберг, Fondazione Prada, Милан - 2007 Brown, Лондон | - 2007 Kunsthalle Winterthur, Винтертур - 2007 Denn es ist schön zu leben — KUNSTHALLE wien project space karlsplatz, Вена - 2006 Färgfabriken Stockholm, Стокгольм - 2006 Zach Feuer Gallery (LFL), Нью-Йорк | - 2005 animerad film, Artmuseum of Jönköping, Йёнчёпинг - 2005 Giò Marconi Gallery, Милан - 2004 Tiger licking girl´s butt, Färgfabriken Stockholm, Стокгольм - 2004 Kristinehamns Konstmuseum, Кристинехамн |

## Публичные коллекции
- Malmö konstmuseum, Мальмё
- Moderna Museet, Стокгольм
- Rubell Family Collection, Майами